# Hyphoderma granuliferum
Hyphoderma granuliferum är en svampart som beskrevs av P. Roberts 2000. Hyphoderma granuliferum ingår i släktet Hyphoderma och familjen Meruliaceae.   Inga underarter finns listade i Catalogue of Life.